# Andrea Montermini
Andrea Montermini (Sassuolo, 30 mei 1964) is een voormalig Italiaans autocoureur. Hij maakte zijn Formule 1-debuut in 1994 bij Simtek en nam deel aan 29 Grands Prix waarvan hij er 20 mocht starten. Hij scoorde geen punten.
Hij behaalde de tweede plaats in het Formule 3000 kampioenschap van 1992. In 1994 mocht hij debuteren in de Formule 1 bij Simtek na de dood van Roland Ratzenberger in de kwalificatie voor de Grand Prix van San Marino. Montermini had echter ook geen geluk want hij brak bij zijn debuut zijn hiel na een zware crash in de kwalificatie voor de Grand Prix van Spanje.
Hij kwam het volgende seizoen terug in de Formule 1 bij Pacific en kwam in 1996 uit voor Forti naast zijn landgenoot Luca Badoer. Toen het team op de fles ging, eindigde Montermini's Formule 1-carrière.
Hij reed drie seizoenen in de Champ Car: 1993, 1994 en 1999. In zijn eerste seizoen baarde hij opzien doordat hij met Euromotorsports-team een zesde plaats behaalde. In 1999 reed hij een paar races voor het team van Dan Gurney. Zijn beste resultaat was een 11de plaats in Vancouver.
Hij reed in 2001 de 24 uur van Daytona, maar hij racete hoofdzakelijk in het FIA GT Championship, meestal in een Ferrari. Hij won 2 races en behaalde vier podiumplaatsen. In 2006 racete hij een aantal keer naast Jarek Janis en Sascha Bert in een Saleen ingezet door het Zakspeed-team.